# Jamántaka

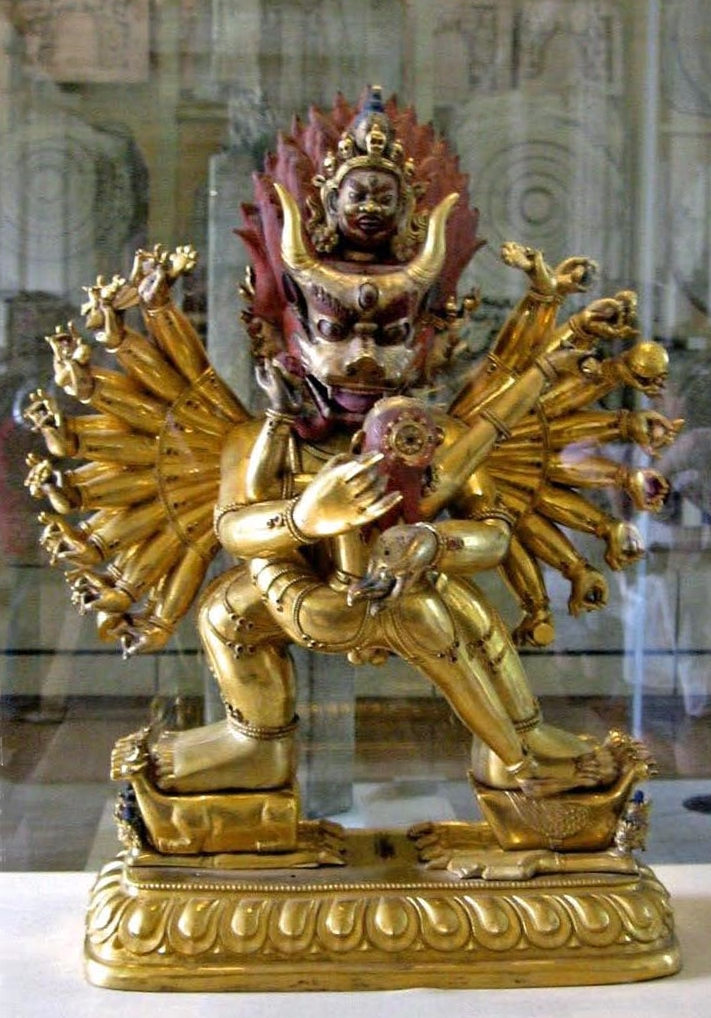
Jamántaka Vadzsrabhairava, British Museum.

Jamántaka (szanszkrit: यमान्तक, vagy Vadzsrabhairava (tibeti: གཤིན་རྗེ་གཤེད་, རྡོ་རྗེ་འཇིགས་བྱེད།, wylie: gshin rje gshed; rdo rje 'jigs byed; japán: 大威徳明王, Daitokumjó; kínai: 大威德金剛, pinjin: dà vejto csingang; mongol: Эрлэгийн Жаргагчи, Erlig-jin dzsarghagcsi) egy istadevatá az Anuttara-jóga tantra osztályában, amely népszerű a tibeti buddhizmus gelug iskolájában.

## Etimológia
Jamántaka egy szanszkrit név, amely két részből tevődik össze: Jama, a halál istenének a neve; és antaka, véget vetni valaminek. Így a Jamántaka jelentése „a halál elpusztítója” vagy „a halál legyőzője”.

## Rövid ismertető
Jamántaka Mandzsusrí haragos formájú megtestesülése, aki a bölcsesség szamjakszambuddhája, más szövegkörnyezetben lehet akár dharmapála vagy heruka (haragos istenségek fajtái). Jamántaka különböző formákban manifesztálódhat, az egyiknek például hat lába, hat arca és hat karja van, amelyekkel különböző fegyvereket tart, és közben egy vízibivalyon ül.
A buddhizmusban a parinirvána a buddhák képessége, mivel ők megállították az újjászületések körforgását, a szamszárát. Jamántaka, szintén jelképezi a mahájána gyakorlók utazását a megvilágosodás felé.

## Jamántaka a japán buddhizmusban
A japán ezoterikus tanításokban Dai Itoku-Mjó Amida haragos megtestesülése, akit hat arccal, hat lábbal és hat karral ábrázolnak, és ő is fegyvereket tart a kezében, miközben egy fehér bikán ül.

## Képek

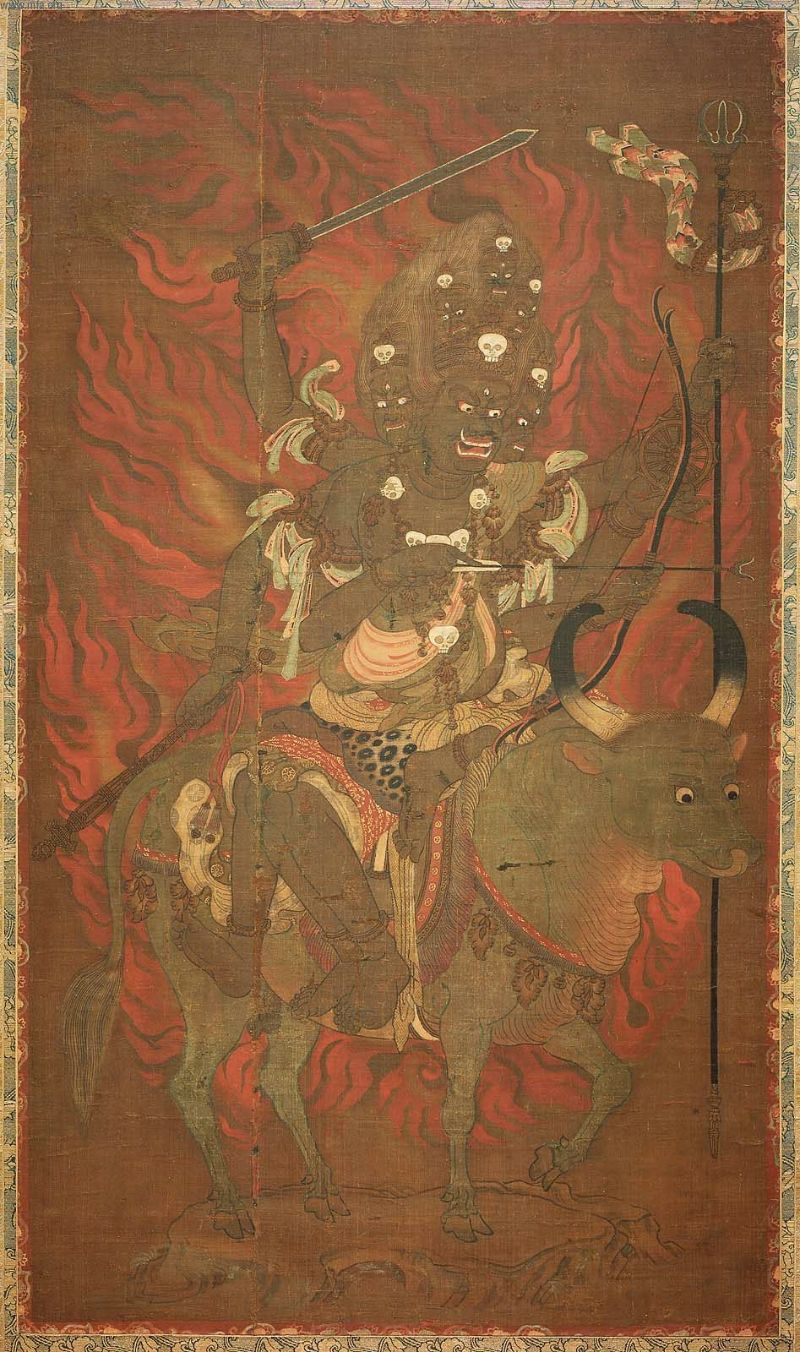
Vadzsrabhairava japán megfelelője: Daiitoku
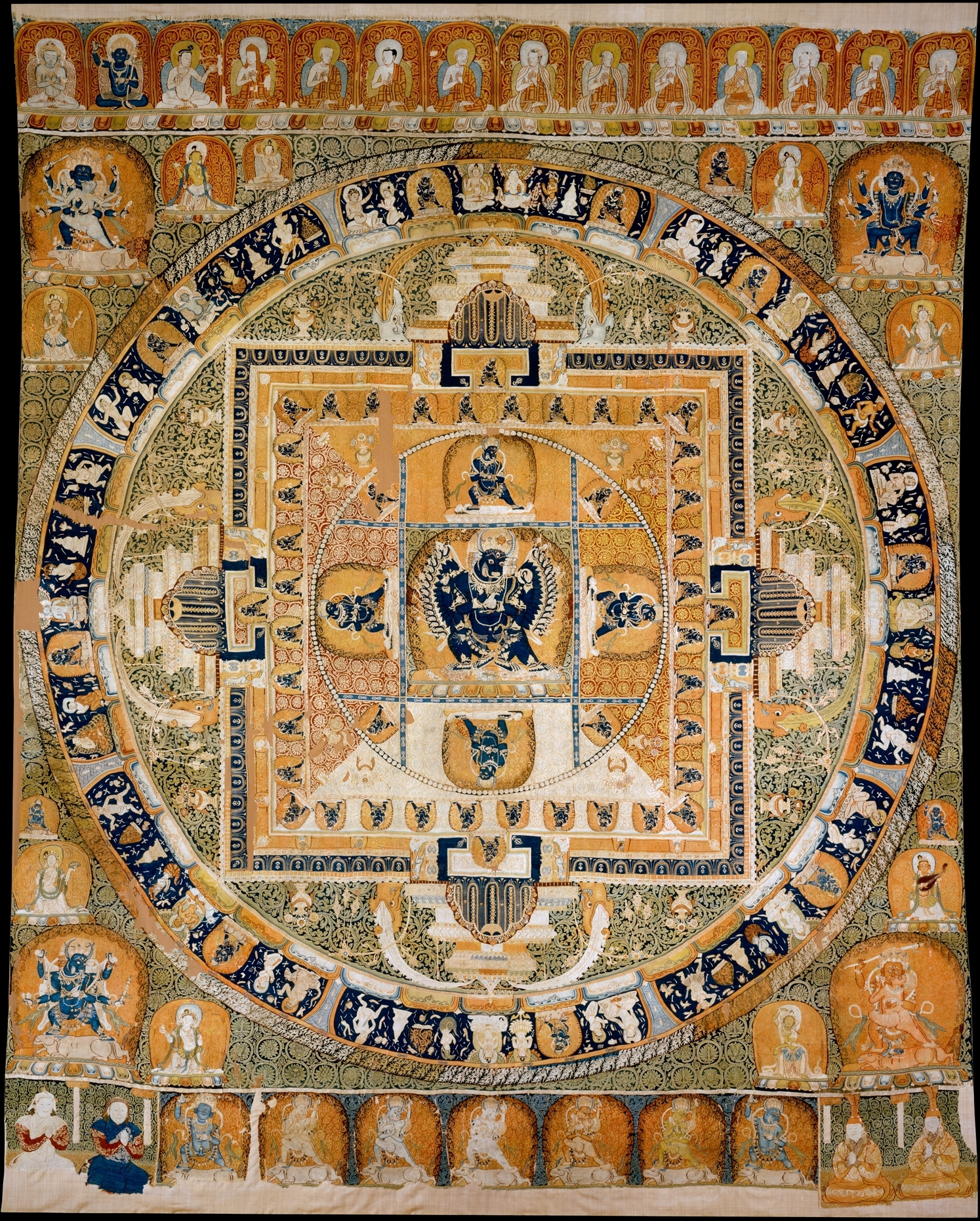
Jamántaka-Vadzsrabhairava mandala
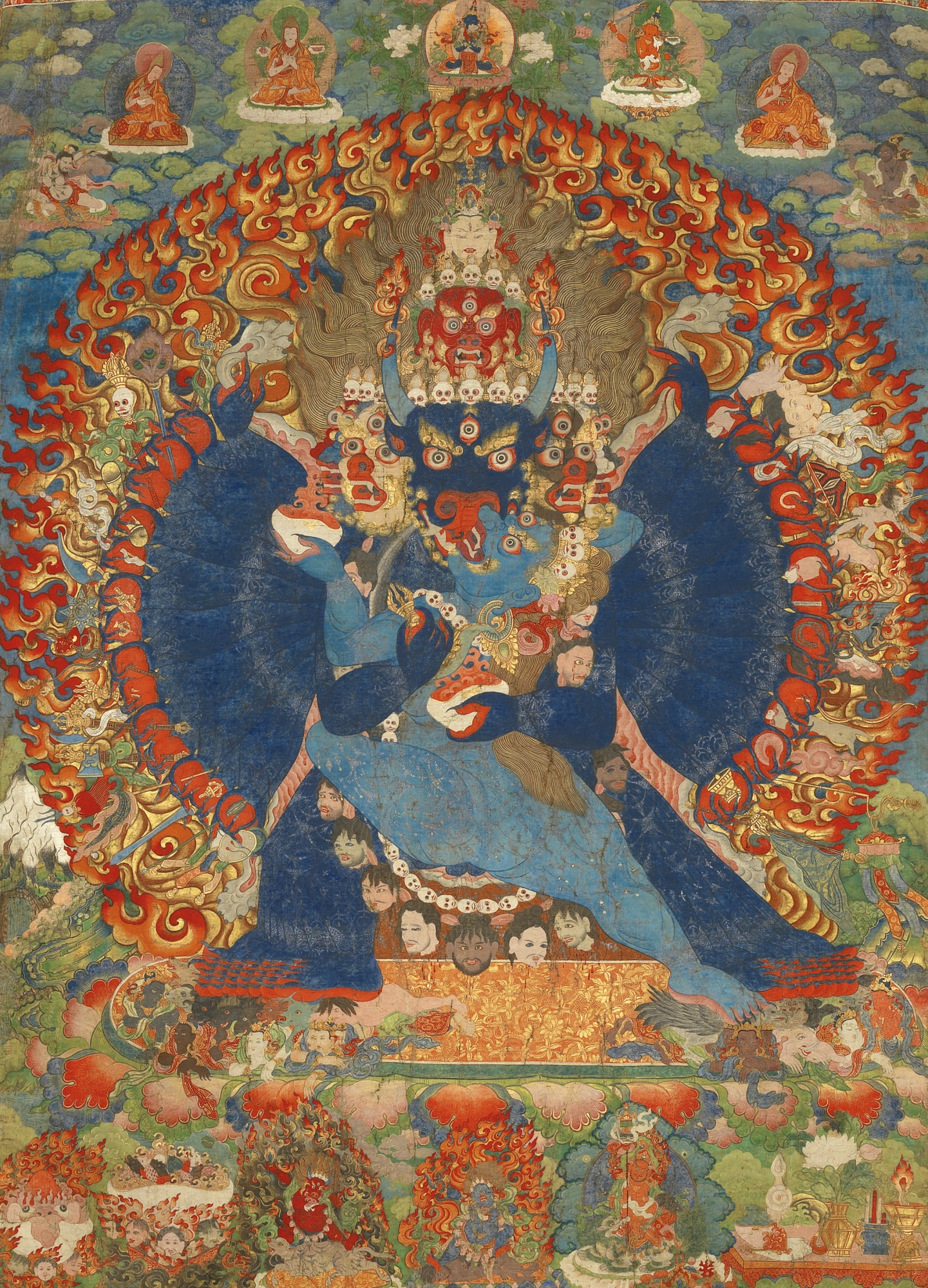
Vadzsrabhairava thangka, 1740. körül